# جوليو سيزار غودينهو كاتوري
جوليو سيزار غودينهو كاتوري (بالبرتغالية: Júlio César Godinho Catole‏) (5 أغسطس 1986 في ساو باولو في البرازيل – )؛ هو لاعب كرة قدم كان يلعب كلاعب وسط.

## وصلات خارجية
- جوليو سيزار غودينهو كاتوري على موقع رابطة كرة القدم اليابانية للمحترفين (اليابانية)
- جوليو سيزار غودينهو كاتوري على موقع قاعدة بيانات كرة القدم.إي يو (الإنجليزية)
- جوليو سيزار غودينهو كاتوري على موقع Soccerway.com (الإنجليزية)
- جوليو سيزار غودينهو كاتوري على موقع عالم كرة القدم.نت (الإنجليزية)